# Daman (Syria)
Daman – wieś w Syrii, w muhafazie Dajr az-Zaur. W 2004 roku liczyła 1608 mieszkańców.